# Madhuca chia-ananii
Madhuca chia-ananii är en tvåhjärtbladig växtart som beskrevs av Chantaranothai. Madhuca chia-ananii ingår i släktet Madhuca och familjen Sapotaceae. Inga underarter finns listade i Catalogue of Life.